# Resolució 1547 del Consell de Seguretat de les Nacions Unides
La Resolució 1547 del Consell de Seguretat de les Nacions Unides fou adoptada per unanimitat l'11 de juny de 2004. Després de donar la benvinguda al compromís del govern del Sudan i l'Exèrcit d'Alliberament Popular del Sudan/Moviment (SPLA/M) per treballar en assolir un alto el foc complet i acord de pau per posar fi a la Segona Guerra Civil sudanesa, el Consell va establir un Equip Avançat de les Nacions Unides al Sudan per preparar una futura operació de les Nacions Unides després de la signatura del Acord de Pau Complet. La breu referència a la situació a la regió de Darfur va dividir els membres del Consell, amb Algèria, Xina i Pakistan contra una menció de Darfur i els altres dos terços del Consell que donaven suport a la seva inclusió.
El Consell de Seguretat va elogiar el treball de l'Autoritat Intergovernamental per al Desenvolupament i altres pel seu paper en el procés de pau. Va instar les parts implicades a signar ràpidament un acord de pau i condemnar totes les violacions dels drets humans, del dret internacional humanitari i els actes de violència. Hi va haver preocupació per l'impacte humanitari de la situació sobre la població civil de Sudan.
La resolució va crear un equip avançat, sota el lideratge del Representant Especial del Secretari General, per un període inicial de tres mesos per facilitar els contactes entre les parts i donar suport després de la signatura de l'Acord de Pau Complet. Al mateix temps, el Consell pretenia establir una operació de suport per facilitar l'aplicació de l'acord de pau i va demanar al secretari general Kofi Annan que presentés recomanacions sobre la seva composició i mandat i preparar-se per al seu desplegament.
El Consell també va destacar la importància d'una capacitat d'informació pública eficaç a través de la ràdio, la televisió i els diaris per promoure el procés de pau i el paper de les Nacions Unides. Va instar a ambdues parts a posar fi a la violència a la regió de Darfur, el Nil Superior i altres zones.